# Spignon
Spignon est une petite île de 160 m2 de la lagune de Venise, en Italie, sur laquelle se dresse un long phare inactif. Pour cette raison, l'île est également souvent appelée localement Faro Spinion, ou ancien phare Spignon.

## Phare de Spignon
Le phare, qui atteint une hauteur de 15 mètres, a été construit au cours de la seconde moitié du XIXe siècle (il n'y a pas de documentation précise, mais il est indiqué pour la première fois sur une carte de 1886) et desservait les bateaux arrivant du port de Malamocco, étant situé juste à l'ouest de l'entrée de ce dernier. Sa lumière clignotante se voyait à 9 milles nautiques. Il faisait en fait partie d'un système de signalisation qui comprenait l'ancien phare d'Alberoni et le petit phare de Ceppe. Ces phares étaient en service bien avant l'excavation du canal Malamocco-Marghera et, lorsque le nouveau phare de Rocchetta a été achevé (situé au début de la jetée nord de Malamocco), ce système de signalisation a été désactivé (sauf dans le cas du phare de Ceppe, qui continue à être opérationnel).
Le phare est entouré de quatre autres bâtiments plus petits et le complexe en ruine est maintenant utilisé comme entrepôt et refuge pour les pêcheurs de passage.
Un projet est en cours pour transformer l'ancien phare abandonné en un appartement-hôtel unique.

### Pages connexes
- Liste des îles de la lagune de Venise